# The Negotiator (film)
The Negotiator is een Amerikaanse misdaadthriller uit 1998 onder regie van F. Gary Gray. De hoofdrollen in deze film worden gespeeld door Samuel L. Jackson (Danny Roman) en Kevin Spacey (Chris Sabian).

## Verhaal
De beste onderhandelaar van de politieafdeling in Chicago, Danny Roman is ten onrechte beschuldigd van de moord op zijn partner en verduistering. Zijn wereld is verwoest door de valse beschuldigingen tegen hem en nu moet hij onterecht een gevangenisstraf ondergaan. In een wanhopige situatie ontvoert Roman meerdere mensen en houdt hij het hoofd van het I.A.D. en zijn medewerkers onder schot, in een poging om tijd te winnen, zijn onschuld te bewijzen en uit te vinden wie er achter deze gevaarlijke samenzwering zit. Roman weet dat het hoofd van de interne aangelegenheden op een bepaalde manier is verstrengeld in de zaak.
Roman wordt geconfronteerd met de gerespecteerde en methodische onderhandelaar Chris Sabian, die de reputatie heeft om dergelijke situaties zonder geweld op te lossen. Omringd door de politie en de moordenaars van hun partner, en in een race tegen de klok staan beiden voor een dodelijke strijd. Na een reeks onverwachte wendingen en strategieën worden Roman en Sabian gedwongen dezelfde vraag te beantwoorden: wie zijn verantwoordelijk voor deze samenzwering?

## Cast
- Samuel L. Jackson als luitenant Danny Roman
- Kevin Spacey als luitenant Chris Sabian
- David Morse als commandant Adam Beck
- Ron Rifkin als commandant Grant Frost
- John Spencer als afdelingshoofd Al Travis
- J.T. Walsh als inspecteur Terence Niebaum
- Siobhan Fallon als Maggie
- Paul Giamatti als Rudy Timmons
- Regina Taylor als Karen Roman
- Bruce Beatty als Markus
- Michael Cudlitz als Palermo
- Carlos Gómez als Eagle
- Tim Kelleher als Argento
- Dean Norris als Scott
- Nestor Serrano als Hellman
- Leonard Thomas als Allen
- Stephen Lee als Farley
- Robert David Hall als sergeant Cale Wangro
- Michael Shamus Wiles als Taylor